# Nicolas Lévesque
Nicolas Lévesque est un écrivain et éditeur québécois né le 19 septembre 1974 à Montréal. 

## Biographie
Nicolas Lévesque est docteur en psychologie de l'Université de Montréal, où il a eu des charges de cours. Anciennement psychologue en privé à partir de 1998, il est aussi éditeur au sein du Groupe Nota Bene où il édite ses propres livres,, ainsi qu'aux Presses de l’Université de Montréal où il dirige la collection « Les salicaires ».
Il a figuré parmi les cinq finalistes au Prix littéraire du Gouverneur général du Canada en 2015 pour l'ouvrage coécrit avec Catherine Mavrikakis, Ce que dit l'écorce, et en 2017 pour Je sais trop bien ne pas exister, sans obtenir le prix.
En 2017, il collaborait à la chronique mensuelle « Psychanalyse d'un personnage » en compagnie de Manon Dumais, à l'émission Plus on est de fous, plus on lit!

## Vie privée
Il est le fils du philosophe Claude Lévesque.

## Ouvrages
- Le deuil impossible nécessaire. Essai sur la perte, la trace et la culture, Québec, Éditions Nota bene, coll. « Nouveaux essais Spirale », 2005, 224 p.
- (...) Teen Spirit. Essai sur notre époque, Québec, Éditions Nota bene, coll. «Nouveaux essais Spirale», 2009, 147 p.
- Les rêveries de la Plaza St-Hubert, Québec, Éditions Nota bene, coll. «Nouveaux essais Spirale», 2011, 86 p.
- Le Québec vers l'âge adulte (édition revue et augmentée de (...) Teen Spirit. Essai sur notre époque), Québec, Éditions Nota bene, 2012.
- Ce que dit l'écorce, avec Catherine Mavrikakis, Montréal, Éditions Nota bene, coll. « Nouveaux essais Spirale », 2014, 180 p.
- Le peuple et l'opium, Montréal, Éditions Nota bene, coll « Philosophie continentale », 2015, 154 p.
- Je sais trop bien ne pas exister, Montréal, Éditions Varia, 2016, 172 p.
- Phora, sur ma pratique de psy, Montréal, Éditions Varia, 2019, 194 p.
- Ptoma : Un psy en chute libre, Montréal, Éditions Varia, 2021, 179 p.
- Un psy au micro, Montréal, Éditions Varia, 2023, 204 p.